# Шап (Об)
Шап (фр. Chappes) насеље је и општина у североисточној Француској у региону Шампањ-Арден, у департману Об која припада префектури Троа.
По подацима из 2011. године у општини је живело 292 становника, а густина насељености је износила 29,95 становника/km². Општина се простире на површини од 9,75 km². Налази се на средњој надморској висини од 180 метара.

## Демографија
| 1962. | 1968. | 1975. | 1982. | 1990. | 1999. | 2011. |
| ----- | ----- | ----- | ----- | ----- | ----- | ----- |
| 241   | 249   | 285   | 277   | 280   | 258   | 292   |

График промене броја становника у току последњих година